# Heinrich Josef von Groote
Heinrich Josef Anton von Groote (* 1762 in Köln; † 11. April 1823 ebenda) war ein kurkölnischer Politiker und Bürgermeister der Stadt Köln.

## Leben
Heinrich von Groote war im Jahr 1797 Bürgermeister der Reichsstadt Köln. Er war der Bruder von Everhard von Groote.